# Luetkenotyphlus brasiliensis
Luetkenotyphlus brasiliensis is een wormsalamander uit de familie Siphonopidae. De wetenschappelijke naam van de soort werd als Siphonops brasiliensis in 1851 gepubliceerd door Christian Frederik Lütken. Het is de enige soort uit het geslacht Luetkenotyphlus. De soort werd door Lütken in de familie Caeciliidae geplaatst.
Luetkenotyphlus brasiliensis komt voor in delen van Zuid-Amerika, te weten Argentinië en Brazilië. Waarschijnlijk komt de soort ook voor in het noorden van Paraguay. De wormsalamander is aangetroffen op een hoogte van 500 meter boven zeeniveau. Over de populatiegroottes is weinig bekend, de soort is voor het laatst gezien in 2001.
De precieze habitat is niet bekend. Aangenomen wordt dat de wormsalamander leeft in bossen maar omdat ook exemplaren in gecultiveerde landschappen als tuinen zijn aangetroffen, wordt vermoed dat er enige tolerantie is voor landschapsverandering.
Brasilotyphlus · 
Luetkenotyphlus · 
Microcaecilia · 
Mimosiphonops · 
Siphonops